# Anandi Gopal Joshi
Anandi Gopal Joshi (31 mars 1865 - 26 février 1887) est une femme médecin indienne. En 1885, elle est l'une des deux premières femmes de ce pays à obtenir un diplôme universitaire en médecine occidentale, l'autre étant Kadambini Ganguly, la même année. Elle est aussi la première femme hindoue à accomplir ceci.
À 14 ans, elle accouche d'un fils qui ne survit que 10 jours, à cause de manques de soins hospitaliers. C'est un point tournant par rapport à sa décision de poursuivre des études médicales.
Malgré les opinions des communautés hindoues et chrétiennes, elle parvient à s'inscrire au Women's Medical College of Pennsylvania tout en conservant sa religion. C'est aussi le premier programme d'études médicales pour femmes au monde.

## Postérité
Le cratère vénusien Joshee a été nommé en son honneur .

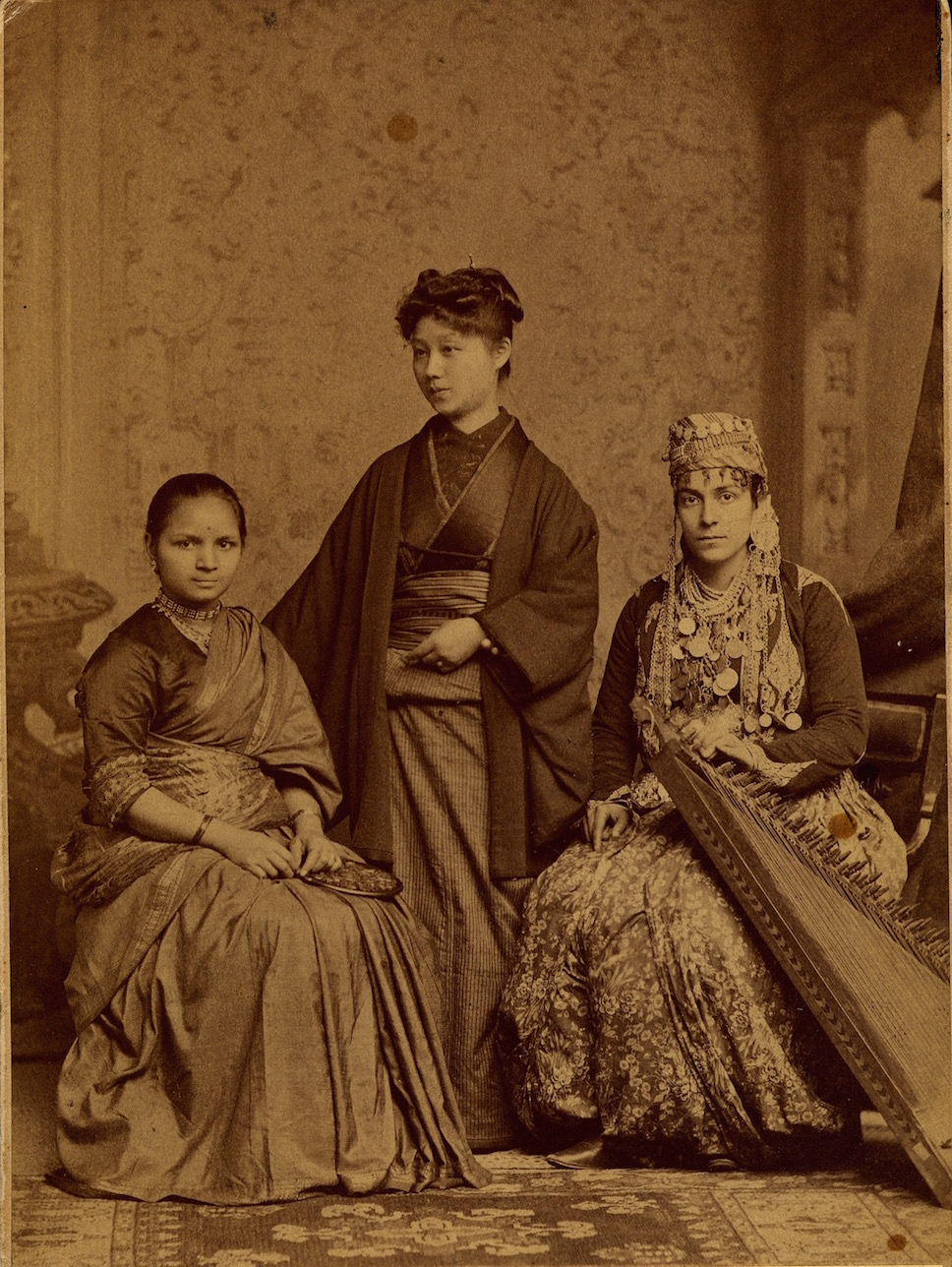
Anandibai Joshee à Woman's Medical College of Pennsylvania (WMC) en 1886. Avec Kei Okami (center) et Sabat Islambooly (droite)